# إف تي آر موتو
إف تي آر موتو (بالإنجليزية: FTR Moto) هي شركة بريطانية لتصنيع قطع غيار الدراجات النارية. تأسست في 1994. في سنة 1995 ساعدت الشركة المتسابق الأمريكي كيني روبرتس على بناء هيكل دراجة مودناس كي آر 3. قامت بتزويد هياكل الدراجات لعدة فرق في سباق الجائزة الكبرى للدراجات النارية وبطولة العالم للسوبربايك.

## وصلات خارجية
- الموقع الرسمي